# سبعة عشر (فلم 1916)
سبعة عشر (بالإنجليزية: Seventeen) فيلم أمريكي صامت (من الأفلام المفقودة) عرض عام 1916 من إخراج روبرت فينولا وبطولة رودلف فالنتينو، جاك بيكفورد.

## روابط خارجية
- مقالات تستعمل روابط فنية بلا صلة مع ويكي بيانات